# Lukavica (okres Bardejov)
Lukavica je obec na Slovensku v okrese Bardejov. Žije zde 371 obyvatel, první písemná zmínka pochází z roku 1415. Nachází se zde evangelický kostel, řeckokatolíci žijící v horní části obce (od silniční křižovatky směrem k Rešovu) tu mají svou kapli Narození Panny Marie z roku 1903.